# 17e cérémonie des Online Film Critics Society Awards
La 17e cérémonie des Online Film Critics Society Awards (OFCS Awards), décernés par l'Online Film Critics Society, a eu lieu le 16 décembre 2013, et a récompensé les films réalisés dans l'année,.

## Palmarès

### Meilleur film
- Twelve Years a Slave
  - American Bluff (American Hustle)
  - Before Midnight
  - Drug War (毒戰, Du zhan)
  - Gravity
  - Her
  - Inside Llewyn Davis
  - States of Grace (Short Term 12)
  - Le vent se lève (風立ちぬ, Kaze tachinu)
  - La Vie d'Adèle

### Meilleur réalisateur
- Alfonso Cuarón pour Gravity
  - Joel et Ethan Coen pour Inside Llewyn Davis
  - Spike Jonze pour Her
  - Steve McQueen pour Twelve Years a Slave
  - Hayao Miyazaki pour Le vent se lève (風立ちぬ, Kaze tachinu)

### Meilleur acteur
- Chiwetel Ejiofor pour le rôle de Solomon Northup dans Twelve Years a Slave
  - Tom Hanks pour le rôle du capitaine Richard Phillips dans Capitaine Phillips (Captain Phillips)
  - Oscar Isaac pour le rôle de Llewyn Davis dans Inside Llewyn Davis
  - Mads Mikkelsen pour le rôle de Lucas dans La Chasse (Jagten)
  - Joaquin Phoenix pour le rôle de Theodore Twombley dans Her

### Meilleure actrice
- Cate Blanchett pour le rôle de Jasmine dans Blue Jasmine
  - Amy Adams pour le rôle de Sydney Prosser dans American Bluff (American Hustle)
  - Julie Delpy pour le rôle de Céline dans Before Midnight
  - Adèle Exarchopoulos pour le rôle d'Adèle dans La Vie d'Adèle
  - Brie Larson pour le rôle de Grace dans States of Grace (Short Term 12)

### Meilleur acteur dans un second rôle
- Michael Fassbender pour le rôle d'Edwin Epps dans Twelve Years a Slave
  - Barkhad Abdi pour le rôle d'Abduwali Muse dans Capitaine Phillips (Captain Phillips)
  - Jared Leto pour le rôle de Rayon dans Dallas Buyers Club
  - Matthew McConaughey pour le rôle de Mud dans Mud : Sur les rives du Mississippi (Mud)
  - Sam Rockwell dans le rôle d'Owen dans Cet été-là (The Way Way Back)

### Meilleure actrice dans un second rôle
- Lupita Nyong'o pour le rôle de Patsey dans Twelve Years a Slave
  - Sally Hawkins pour le rôle de Ginger dans Blue Jasmine
  - Scarlett Johansson pour le rôle de Samantha (voix) dans Her
  - Jennifer Lawrence pour le rôle de Rosalyn Rosenfeld dans American Bluff (American Hustle)
  - Léa Seydoux pour le rôle d'Emma dans La Vie d'Adèle

### Meilleur scénario original
- Her – Spike Jonze
  - American Bluff (American Hustle) – David O. Russell et Eric Singer
  - Blue Jasmine – Woody Allen
  - Inside Llewyn Davis – Ethan et Joel Coen
  - Museum Hours – Jem Cohen (en)

### Meilleur scénario adapté
- Twelve Years a Slave – John Ridley
  - Before Midnight – Ethan Hawke, Julie Delpy et Richard Linklater
  - Dans la maison – François Ozon
  - States of Grace (Short Term 12) – Destin Daniel Cretton
  - Le vent se lève (風立ちぬ, Kaze tachinu) – Hayao Miyazaki

### Meilleure photographie
- Gravity – Emmanuel Lubezki
  - La grande bellezza – Luca Bigazzi
  - The Grandmaster – Philippe Le Sourd
  - Inside Llewyn Davis – Bruno Delbonnel
  - Twelve Years a Slave – Sean Bobbitt

### Meilleur montage
- Gravity – Alfonso Cuaron et Mark Sanger
  - Drug War (毒戰, Du zhan) – Allen Leung
  - Her – Eric Zumbrunnen et Jeff Buchanan
  - Inside Llewyn Davis – Roderick Jaynes
  - Twelve Years a Slave – Joe Walker

### Meilleur film étranger
- La Vie d'Adèle  France
  - Drug War (毒戰, Du zhan)  Chine  Hong Kong
  - Museum Hours  Autriche
  - Le vent se lève (風立ちぬ, Kaze tachinu)  Japon
  - Wadjda (وجدة)  Arabie saoudite

### Meilleur film d'animation
- Le vent se lève (風立ちぬ, Kaze tachinu)
  - La Colline aux coquelicots (コクリコ坂から, Kokuriko zaka kara)
  - Moi, moche et méchant 2 (Despicable Me 2)
  - Monstres Academy (Monsters University)
  - La Reine des neiges (Frozen)

### Meilleur film documentaire
- The Act of Killing
  - 56 Up
  - At Berkeley
  - Blackfish
  - Stories We Tell